# Mélissa (chanson)
Pour les articles homonymes, voir Melissa.
Singles de Julien Clerc
La Fille aux bas nylon
(1984) Bambou Bar
(1985)
Mélissa est une chanson du chanteur français Julien Clerc, composée par Julien Clerc et écrite par David McNeil. Elle figure sur son album studio Aime-moi sorti en 1984, dont il est l'un des principaux singles avec La Fille aux bas nylon.

## Contexte et sortie
Comme pour This Melody (sur l'album No 7 en 1975), Julien Clerc a composé une musique aux influences caribéennes, étant lui-même d'origine guadeloupéenne du côté de sa mère.
Les paroles évoquent une belle femme métisse, que des voyeurs tentent de prendre en photo lorsqu'elle est nue chez elle. L'inspiration du parolier David McNeil vient d'un séjour à Ibiza durant lequel il aperçoit par hasard, de loin, la silhouette d'une femme prenant une douche. Initialement, les paroles évoquaient des voyeurs peignant à la manière d'Henri Matisse, l'un des vers étant « imitez Matisse », devenu ensuite « matez ma métisse ». À l'époque, c'est la chanson qui permet à David McNeil de gagner le plus d'argent grâce aux droits d'auteur. Le single se vend en effet à plus de 600 000 exemplaires et l'album Aime-moi à 615 000.

## Postérité
Le succès de la chanson est tel que de nombreuses Françaises sont prénommées Mélissa les années suivantes.
Les paroles sont parfois perçues comme étant sexistes ou racistes.

## Distinction
- Victoires de la musique 1985 : nomination comme meilleure chanson de l'année

## Classements et certifications
| Classement (1985)             | Meilleure place |
| ----------------------------- | --------------- |
| Europe (European Top 100)     | 44              |
| France (SNEP)                 | 2               |
| France (Radios périphériques) | 1               |
| France (Radios FM)            | 6               |
| Québec (Palmarès francophone) | 8               |

| Classement (1985) | Meilleure place |
| ----------------- | --------------- |
| France (SNEP)     | 20              |

### Certifications
| Pays                                                             | Certification | Ventes certifiées |
| ---------------------------------------------------------------- | ------------- | ----------------- |
| France (SNEP)                                                    | Argent        | 200 000*          |
| *Ventes selon la certification xNon précisé par la certification |               |                   |

## Reprises
La chanson a été reprise par Medhy Custos et Sheryfa Luna sur l'album collectif Tropical Family en 2013.